# Kia Center
El Kia Center es un pabellón polideportivo situado en Orlando, Florida. Este pabellón es donde disputa sus partidos como local el conjunto Orlando Magic de la NBA. También es a partir de 2011 el hogar de los Orlando Predators de la AFL. Además, fue desde el 21 de agosto de 2020, el lugar en donde la WWE disputó sus eventos durante la pandemia de COVID-19, hasta que esta trasladará su programación al Tropicana Field el 11 de diciembre de 2020.

## Historia
Antes del Plan Maestro para el centro de la ciudad 3, la propiedad del Orlando Magic, liderada por el multimillonario fundador de Amway, Richard DeVos y su yerno Bob Vander Weide, había estado presionando a la ciudad de Orlando para que consiguiera un nuevo estadio durante casi diez años. El Amway Arena fue construido en 1989, antes de la era reciente de los estadios de entretenimiento tecnológicamente avanzados. Con la prisa por construir nuevas sedes en la NBA (y en los deportes en general), rápidamente se convirtió en uno de los estadios más antiguos de la liga.
El 29 de septiembre de 2006, después de años de negociaciones intermitentes, el alcalde de Orlando, Buddy Dyer, el alcalde del condado de Orange, Richard Crotty, y los Orlando Magic anunciaron un acuerdo sobre un nuevo estadio en el centro de Orlando. El estadio en sí costó alrededor de 380 millones de dólares, con 100 millones de dólares adicionales para terrenos e infraestructura, para un costo total de 480 millones de dólares (al 8 de marzo de 2011, se esperaba que el estadio estuviera dentro de los 10 millones de dólares del costo estimado). Es parte de un plan de 1.050 millones para rehacer el Orlando Centroplex con un nuevo pabellón, un nuevo centro de artes escénicas de $375 millones y una expansión del Citrus Bowl de 175 millones. Cuando se anunció en los medios el 29 de septiembre, se la denominó la "Triple Corona para el Centro".
Como parte de los derechos de nombre de Amway para el antiguo Amway Arena, la compañía recibió el derecho de preferencia para los derechos de nombre del nuevo lugar, y ejerció esos derechos, anunciando un acuerdo de nombre de 40 millones de dólares para nombrar el lugar Amway Center el 3 de agosto de 2009.
El 20 de diciembre de 2023, Amway Center pasó a llamarse formalmente Kia Center en asociación con Kia America.

## Galería

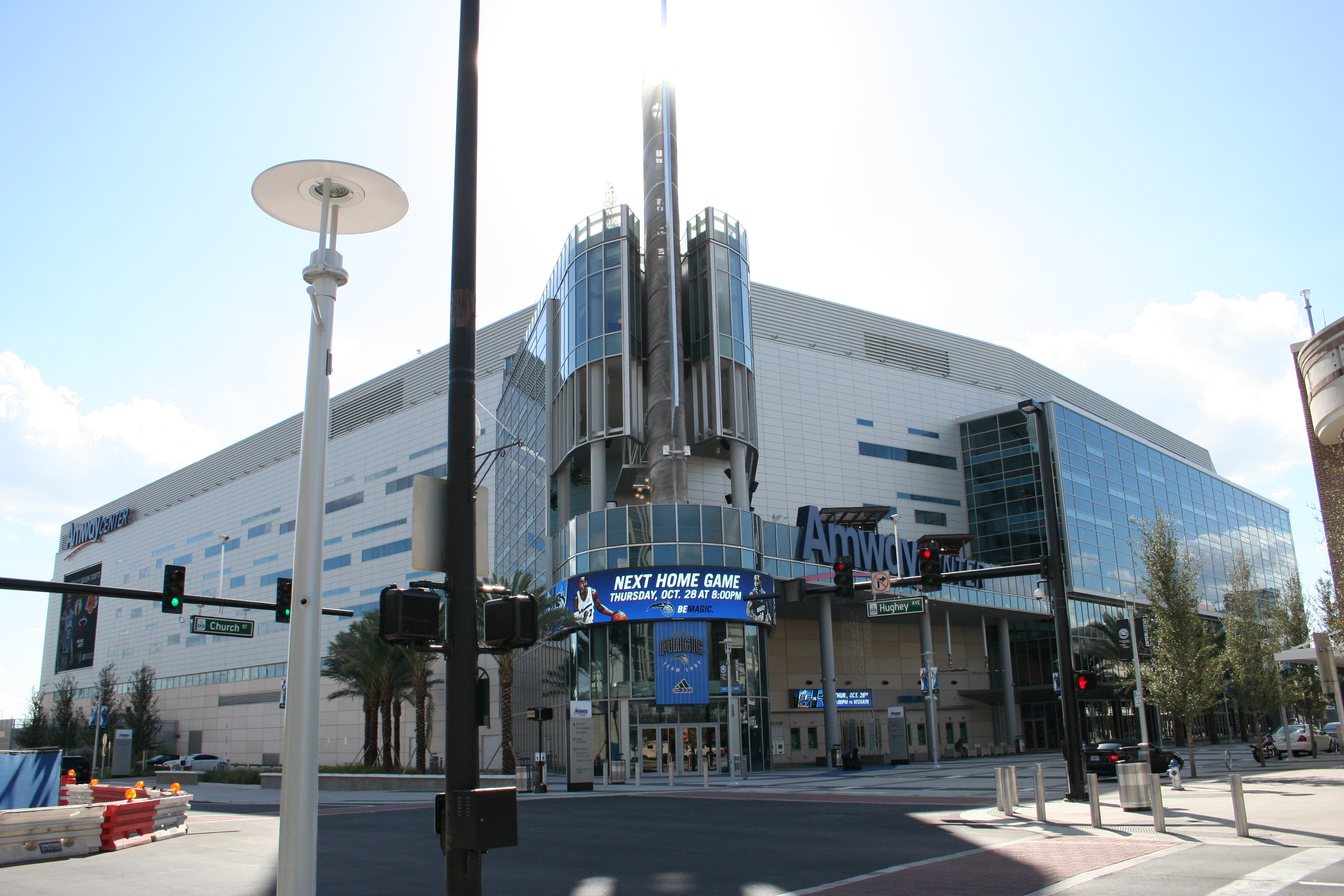
Vista exterior
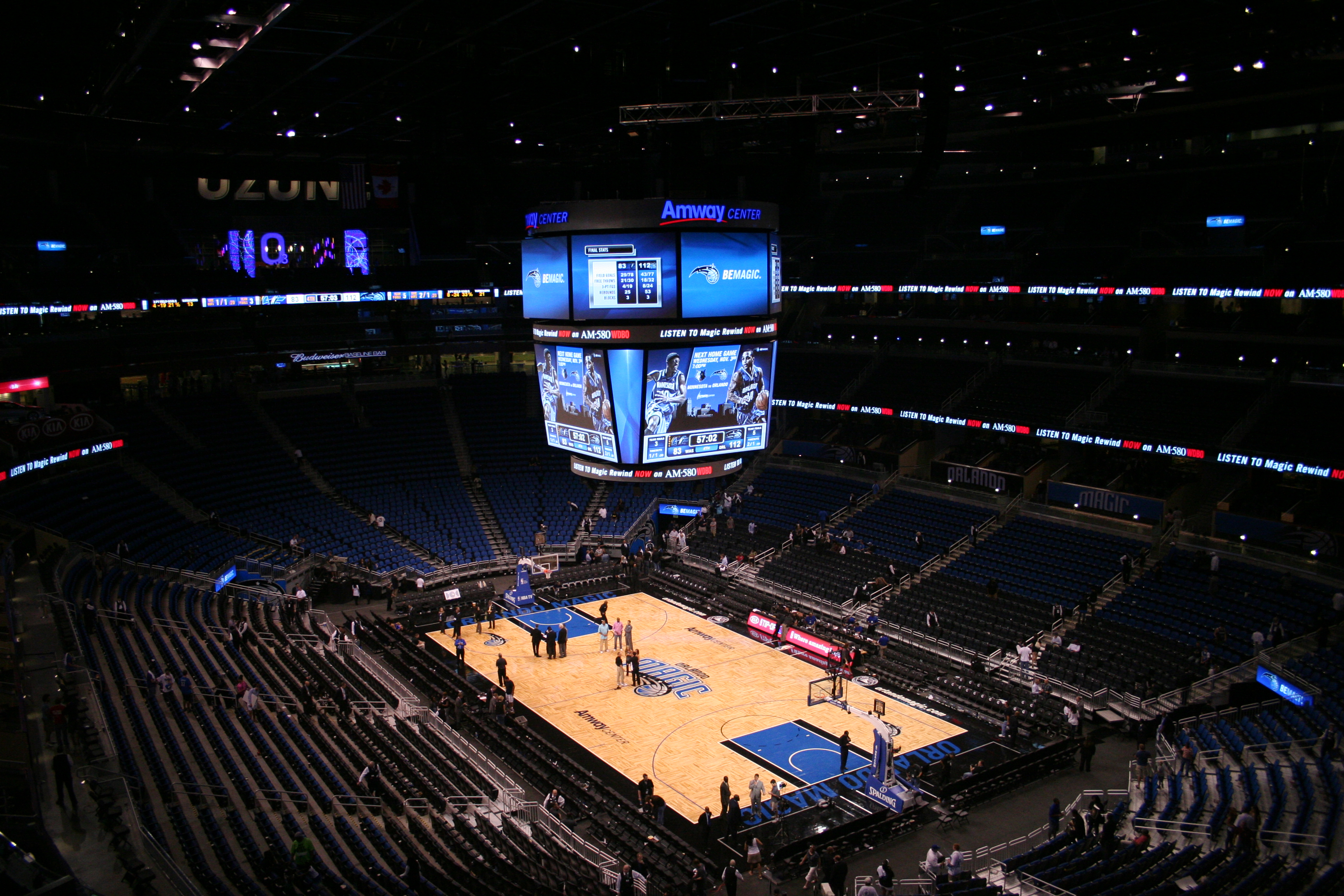
Vista interior